# Видео файл формат
Видео файлът съхранява визуална, звукова и друга информация. Категорията Видео файлове съдържа голямо разнообразие от видео формати, които използват различни кодеци, за да кодират и компресират различните типове видео. Атрибутите на видео сигнала включват пиксели (pixel dimensions), аудио канали (audio channels), кадри в секунда (frame rate) и други.
Често срещани видео файлови разширения са: .MPG, .MOV, .WMV, .AVI и .RM

## Какво е файлов формат?
Файлов формат е структура, в която информацията се запазва като компютърен файл. Когато се работи с видео файлове е нужно голямо количество данни, които да изобразят сигнала по подходящ начин. Тази информация се компресира и записва във файл контейнер.
Съществува голямо разнообразие от формати за запазване на видео. Някои от тях са подходящи за записване на видео, други на редактирането му, а трети предоставят самото видео.

## Анатомия на видео файла
Видео файлът съдържа контейнер, видео и аудио сигнали и кодеци. Контейнер файл се използва за да идентифицира различни видове данни. Различните формати контейнери съдържат множество видео и аудио потоци, субтитри, информация за данни и метаданни (тагове), както и информация за синхронизация, нужда за да работи всичко едновременно. Примери за контейнери са AVI и Quicktime MOV, MPEG и други.
Кодек е софтуер, който се използва за кодиране и декодиране на видео сигнал. Видео програмите използват кодеци за да записват и четат файлове.

## Характеристики на видео сигнал

### Разделителна способност
Преди цифровата ера, хоризонталната резолюция се е измервала във вертикални линии и е представлявала броя на снимките във видео изображение, зависещи от честотната характеристика на записващото устройство.
Всеки цифров видео сигнал се характеризира с резолюция, измервана в пиксели. Стандартна разделителна способност на аналоговия сигнал е 720 × 576 пиксела за Европейския стандарт на разлагане 625/50 (PAL и SECAM)) с честота на кадрите от 50 Hz (2 × 25) и 720 × 480 пиксела при Американски стандарт на разширяване 525 / 60 (NTSC) с честота – 59,94 Hz (2 × 29,97).). В израза 720 × 480, първото число е броят на точките в един ред (хоризонтална резолюция), а второто число броят на активните линии в изображението (разделителна способност по вертикала).
Стандарта цифрова телевизия HDTV – High Definition (English високо качество) включва резолюция до 1920 × 1080 при честота от 50 Hz (60 Hz за САЩ). Това означава 1920 пиксела на линия и 1080 линии.
При триизмерната телевизия, резолюцията се измерва във воксел (англ. Voxel) – пиксели, представляващи точки (кубчета) в тримерното пространство. Пример за резолюция на 3D видео е 512 × 512 × 512.

### Формат на дисплея
Съотношението ширина към височина на картината (англ. aspect ratio) – основен параметър за всеки видеозапис. В края на XIX век немите филми и впоследствие филмите от стандартния <<класическия>> период, имали съотношение на страните на картината 4:3 (в кинематографията се записва 1,33:1). Считало се, че екран с такова съотношение на страните е най-близък до зрителното поле на човека. Появата на телевизията скоро след това възприела това съотношение и почти всяка телесистема (следователно и телевизор) имали съотношение 4:3. Първите компютърни монитори също унаследили този стандарт. Обаче, в кинематографията вече в началото на 50-те години на XX век с появата на панорамното (широкоекранно) кино представите за идеалния екран се поразлюляли. Широкоекранните кинематографични системи приели съотношението 2,75:1, стремейки се към максимален ефект на присъствието, така, че да се направят границите на картината незабележими. Главната причина била в това, че полето на бинукулярното зрение на човека се приближава към съотношение 2:1. За да се доближи формата на картината към естественото зрително поле (и следователно да се усили възприятието от филма) се разработили киносистеми с панорамна картина. Излъчването на широкоекранни филми по телевизията налагало или да се изреже картината чрез пансканиране или чрез добавяне на празни полета отдолу и отгоре на картината чрез (англ. Letterbox). И двата способа водели към загуба на части от изображението или на неговите качества. Към днешен ден класическия формат 1,37:1 не се използва въобще в кинематографията, отстъпвайки своето място на формата 1,85:1. Заради това, при избора на формат на екрана за телевизия с висока резолюция (HDTV, HD) бил одобрен стандарта 16:9 (1,78:1), по-близък до разпространените кино формати. Цифровата телевизия със стандартна разделителна способност в основата си също е ориентирана към 16:9, прилагайки цифрово анаморфироване. Всичко това, по замисъла на създателите си е направено с цел да гмурне зрителя по-дълбоко в атмосферата на филма. Има и алтернативно обяснение за прехода към широкоформатна картина: възможност за отдаване на зали под наем, първоначално непригодни за кино, стремейки се към влошаване качеството на пиратските видеоклипове и телевизионни копия.

### Честота на кадрите
Броя на неподвижни изображения, които се появяват едно след друго в рамките на една секунда,за да създадат движение на обектите на екрана се нарича честота на кадрите. Колкото е по-висока скоростта на кадрите, толкова по-плавно и естествено изглежда движението. Минималната скорост, с която човек възприема изображението гладко е 16 кадъра в секунда (в действителност това число е индивидуално за всеки човек). В киното се използва стандартно 24 кадъра в секунда. Системите за телевизия PAL и SECAM използват 25 кадъра (25 fps или 25 Hz), а NTSC – 30. Компютърните видео файлове с добро качество като правило използват 30 Hz. Горната гранична честота на трептенията, възприемана от човешкия мозък, е индивидуална за всеки, зависи от условията на наблюдаване и има средна стойност 39 – 42 Hz. Някои съвременни професионални камери снимат с честота до 120 Hz. Специални камери, с които се изследва детайлно полет на куршум или взрив, снимат със 1000 Hz. Съществуват и свръхскоростни камери, които снимат с няколко милиона кадъра в секунда. При тях фотографският филм е неподвижно закрепен по вътрешната повърхност на барабан, а изображенията се получават от въртяща призма.
Съществува и безкадрово видео. Принципът на работа се заключава в следното: светлочувствителен сензор предава с висока честота своето моментно състояние, което се записва на носител. Тук няма отделни кадри, а само масив от информация за изменението във времето на сигнала от всеки датчик (пиксел). При възпроизвеждането също няма кадри – на екрана пикселите менят своя цвят в съответствие със записаните данни. Ако пикселът не мени цвета си, то той и не се обновява. За най-добро гледане на такова видео трябва специален монитор.

### Скорост
Количеството обработваема информация за единица време се нарича скорост на вдиеопотока, побитова скорост (също ширина) и се измерва в бит/с – бит в секунда или Мбит/с – мегабит в секунда; на английски съответно bit/s и Mbit/s. Колкото е по-добро качеството му, толкова по-голяма побитова скорост е необходима. Например за формата VideoCD ширината на видео потока е 1 Mbit/s, за DVD тя е около 5 Mbit/s, а форматът за цифрова телевизия HDTV използва ширина около 10 Mbit/s. С помощта на понятието за скорост на видео потока е много удобно да се оценява качеството на видеото при неговото предаване през интернет.
Различават се два вида управление на ширината на потока във видеокодеците – постоянен битрейт (англ. constant bit rate, CBR) и променлив битрейт (англ. variable bit rate VBR). Концепцията на VBR, макар и не много популярна е да съхрани максимално качеството на видеото, докато намалява сумарно обема на предавания видео поток. В този случай при сцени с много и бързи движения на картината, ширината на видео потока расте, а на забавените сцени, където картината се променя бавно, спада. Това е много удобно при буферирано предаване на видеото и при предаване по компютърна мрежа. Но при безбуферни системи на предаване и в директен ефир (например при телеконференция) това не е подходящо – в тези случаи трябва да се използва постоянна скорост на видео потока.
Скоростта за конвертиране на звука от аналогов в дигитален файл се нарича скорост на звука.

## Контейнер-формати
Файл форматът е структура за пакетиране на данни. Почти всеки компютърен файл съдържа повече от един тип данни. Видео файловете са сложни като цяло, но всички те трябва да бъдат запазени в един от основните видове контейнери. Между всеки един вид контейнер (като Quicktime или AVI) има огромно разнообразие от атрибути на видео сигнала, използвани кодеци или компресия.
Файлове с еднакви контейнери също могат да бъдат много различни помежду си. Например ако имаме два AVI файла, те могат да бъдат с еднакво разширение, но това не означава, че могат да се възпроизведат от един и същ софтуер. Възможно е да са с различна резолюция или честота на кадрите, която да не може да се изпълни на всеки софтуер.
Разширенията на контейнерите включват: MOV, AVI, FLV, MP4 и MXF.
Какво има в един контейнер може да разберем по следния начин за Windows: Селектира се файла, натиска се дясно копче на мишката, от там Свойства (англ. Properties) и след това Детайли (англ. Details).

## Кодеци
Всеки видео файл контейнер съдържа видео и аудио данни. Тези данни са създадени от софтуер наречен кодек (накратко от компресор или декомпресор). Кодеците могат да бъдат възприемани като помощници на приложението, което програмата или операционната система използва, за да възпроизведе видео файл. Без подходящ кодек, видео файлът не може да бъде стартиран.
Понякога видео кодеците са патентовани и могат да включват такси за лиценз, но повечето софтуери, които възпроизвеждат видео файлове, както и операционната система, имат вградени кодеци и също позволяват инсталацията на други, допълнителни кодеци.
Разликата между файл формат контейнера и кодека е, че контейнерът е начин за съхраняване на данни, а кодекът е метод да кодира и декодира видео и аудио сигнал в този контейнер.
Например, възможно е да се вземе MTS файл, създаден с H.264 кодек и да се превърне в MOV файл като просто се „преопакова“ (англ. rewrapping). По време на процеса „преопаковане“ (англ. rewrap), се променят само няколко бита в началото и края на файла, а останалите остават абсолютно същите.
Съществува огромно разнообразие от кодеци, което прави съвместимостта на видео файловете много сложна. Кодекът не може да се разпознае от разширението на файла, в който е използван, а софтуерът дава само частична информация за него. Единствено софтуер за редакция на видео може да разпознае какъв кодек се използва в даден файл.
Един от най-използваните кодеци през XXI век е H.264 (наричан още MPEG-4 част 10 и AVC). Той предлага перфектна компресия с високо качество и гъвкавост. Използван при висока побитова скорост, той осигурява високо качество, което може да се забележи например при Blu-ray диск.

## Конвертиране
Конвертиране (Транскодиране) е директно преобразуване на цифрови данни от един кодек към друг. Това обикновено се прави, в случай, че устройството, на което ще се възпроизвежда файла (или поточното видео), не поддържа формата или има ограничена памет за съхраняване. По този начин се отговаря на изисквания за ограничаване на файловия размер или конвертиране на несъвместими или остарели данни, към по-добре поддържани или съвременни кодеци. Например Cineon и DPX файлове са широко използвани като обичайни формати за цифрово кино, но големината на данните за двучасов филм са около 8 TB(терабайта).
Конвертирането обикновено е процес със загуба на данни, който създава различни нива на генерационна загуба.
Понижаване на битрейта е процес, при който видеото се конвертира до по-нисък битрейт, без да се променя видео форматът. Това може да включи конвертиране на битрейта, но може да включва идентичен битрейт, с по-висока компресия. По този начин се достига обема на дадена медия, с по-малък капацитет за запис (Например да се прехвърли DVD формат, върху Видео CD).
Конвертиране на размера на картината при видеото е познато като преоразмеряване и се използва, ако изходната резолюция се различава от резолюцията на устройството за възпроизвеждане. При достатъчно мощно устройство, преоразмеряването може да бъде направено по време на процеса на възпроизвеждане. Също така обаче, то може да бъде направено предварително, като част от конвертирането.
Основният недостатък на конвертирането, при формат със загуба на данни е намаляването на качеството. Влошаването на качеството е кумулативно, затова конвертирането причинява прогресивна загуба на качество при всяка следваща генерация. Този ефект е познат, като дигитална генерационна загуба. Поради тази причина, конвертирането следва да се избягва, освен когато е непредотвратимо.
Конвертирането се използва широко при софтуера за домашно кино, с цел да се намали използването на дисково пространство при видео файловете. Основната операция за тази цел е конвертирането на MPEG-2 формат към MPEG-4 или H.264.
Също така, то обичайно се използва при адаптиране съдържанието за мобилни телефони. В този случай, конвертирането е необходимост, поради разнообразието от мобилни устройства и техните възможности.

## Масово използвани видео формати

### Необработени видео формати
Некомпресирано видео, наричано още Чист HDMI е цифрова видео информация, която не е била компресирана или не е била обработвана с компресиране, когато видеото е било записвано директно от видео камерата. То представлява потока от данни или файловия формат използван от цифровите видео камери. Целта е значително по-високо качество, в сравнение с конвертирането със загуба на данни, позволявайки дори повишаване на резолюцията.
HDMI спецификацията се отнася за няколко вида некомпресирано цифрово видео. Въпреки че често HD камерите включват HDMI интерфейс за възпроизвеждане или дори преглед на живо, видео процесорът на камерите, използван за некомпресирано видео трябва да бъде в състояние да възпроизведе пълната резолюция на образа, при посочената честота на кадрите в реално време, без да пропуска кадър. Затова използването на некомпресирано видео през HDMI, често се нарича „Чист HDMI“
Некомпресирано видео се поддържа от Никон камери DSLR с Expeed 3 (FR) видео процесор, Canon EOS-1D C, Canon 5D Mark III и професионалните видео камери, които използват съответните некомпресирани видео формати, като CinemaDNG или ArriRaw.
Некомпресираното видео доставя по-висока резолюция на образа и острота, отколкото съответстващия некомпресиран формат за снимки. Предимствата на високото качество са, че няма замъгляване на при движение или влошаване поради компресиране.
Понастоящем няма стандартизиран видео файлов формат, с изключение на HDMI, който използва YCbCr и RGB форматите. Това създава необходимостта файловете да се запазват с описание на използваната резолюция и видео настройка.

### Компресирани видео формати
Компресиран видео формат е спецификация, за цифрово представяне на видео под формата на файл или поток от информация. Примери за компресирани видео формати са MPEG-2 Part 2, MPEG-4 Part 2, H.264 (MPEG-4 Part 10), Theora, Dirac, RealVideo RV40, и VP8. Специфична софтуерна или хардуерна имплементация на видео компресиране и/или декомпресиране с използването на специфичен видео компресиращ формат се нарича видео кодек; пример за видео кодек е Xvid, който имплементира кодиране и декодиране на видео, използвайки MPEG-2 Part 2 компресиран видео формат.
Видео, кодирано в съответствие с видео компресионен формат обикновено се комбинира с аудио поток (кодиран със съответния компресиран аудио формат), в мултимедиен контейнер с формат като AVI, MP4, FLV, RealMedia или Matroska. В този случай, обикновено потребителят не използва H.264 файл, а mp4 файл, който представлява MP4 контейнер, съдържащ H.264-кодирано видео, обикновено заедно с AAC-кодирано аудио. Форматът на мултимедийния контейнер може да съдържа един от многото различни видео компресионни формати; например MP4 контейнер може да съдържа видео или в MPEG-2 Part 2 или H.264 видео компресионен формат. Друг пример е файл от типа WebM, който е контейнер на форматът Matroska, който използва видео компресионен формат VP8 и аудио компресионен формат Vorbis, въпреки че форматът на контейнера Matroska, е в състояние да съдържа и други видео компресионни формати.

### Най-често използвани видео файлови формати
- ASS – най-често използван за запазване на информация за редактиране и рендиране.
- ASS 2 – най-използвания видео формат за мобилни телефони
- ASS 3 – анимиран GIF (проста анимация; предимно избягван заради патентни проблеми)
- ASS 4 – контейнер (позволява да бъде използвана всукаква форма на компресиране; най-често се използва MPEG-4; видео в ASF-контейнери също се нарича Windows Media Video (WMV))
- AVCHD – Advanced Video Codec High Definition
- AVI – контейнер (позволява да бъде използвана всякаква форма на компресия)
- CAM – aMSN лог файл за уебкамери
- DAT – видео дата файл (автоматично се създава, когато започне запис на видео файл върху CD)
- DSH
- FLV – Флаш видео (работи с флаш анимация)
- M1V MPEG-1 – видео
- M2V MPEG-2 – видео
- FLA – Macromedia Flash (за произвеждане на флаш файлове)
- FLR – (текстов файл, съдържащ скриптове извлечени от SWF с ActionScript декомпилатора FLARE)
- SOL – Adobe Flash споделен обект („Flash cookie“)
- M4V – (файлов формат за видео за IPod и PlayStation портативни устройства, разработен от Епъл)
- Matroska (*.mkv) – контейнер, позволяващ всеки видео формат, като MPEG-4 ASP или AVC да бъде използван заедно с друго съдържание, като субтитри и детайлна мета информация
- WRAP – MediaForge (*.wrap)
- MNG – главно несложна анимация, съдържащща PNG и JPEG обекти, често по-сложна от анимиран GIF
- QuickTime (.mov) – контейнер, който позволява да бъде използвана всяка форма на компресиране; Sorenson codec е най-често използвания; QTCH е тип файлове използван за кеширане на видео и аудио потоци
- MPEG (.mpeg, .mpg, .mpe)
- MPEG-4 Part 14, съкратено „MP4“ – мултимедиен контейнер (най-често използван от Сони PlayStation Portable и iPod на Епъл)
- MXF – Material Exchange Format (стандартизирана обвивка за аудио/видео материали, разработена от SMPTE)
- ROQ – използва се от Quake 3
- NSV – Nullsoft Streaming Video (медиен контейнер, предназначен за поточно видео съдържание през интернет)
- Ogg – контейнер за мултимедия
- RM – RealMedia
- SVI – Samsung видео формат за портативни плеъри
- SMI – SAMI Caption file (субтитри за видео филми)
- SWF – Macromedia Flash (за показване на анимирана векторна графика)
- WMV – Windows Media Video (Виж ASF)